# Singles 1968-1971
Singles 1968-1971 je treća, i posljednja, box set kompilacija singlova i EP-a The Rolling Stonesa koja obuhvaća razdoblje od 1968. do 1971. godine. 

## Popis pjesama

### Disk 1
1. "Jumpin' Jack Flash" – 3:38
2. "Child Of The Moon" – 3:12

### Disk 2
1. "Street Fighting Man" – 3:09
2. "No Expectations" – 3:55
3. "Surprise Surprise" – 2:30
4. "Everybody Needs Somebody to Love"  – 5:03

### Disk 3
1. "Honky Tonk Women" – 3:00
2. "You Can't Always Get What You Want" – 4:50

### Disk 4
1. "Memo From Turner" – 4:07
2. "Natural Magic" – 1:39

### Disk 5
1. "Brown Sugar" – 3:49
2. "Bitch" – 3:36

### Disk 6
1. "Wild Horses" – 5:42
2. "Sway" – 3:47

### Disk 7
1. "I Don't Know Why" – 3:01
2. "Try A Little Harder" – 2:17

### Disk 8
1. "Out of Time" – 3:22
2. "Jiving Sister Fanny" – 3:20

### Disk 9
1. "Sympathy for the Devil" – 6:17
2. "Sympathy for the Devil" (The Neptunes remix) – 5:54
3. "Sympathy for the Devil" (Fatboy Slim remix) – 8:24
4. "Sympathy for the Devil" (Full Phatt remix) – 8:05

### Bonus DVD
1. "Time Is on My Side" (uživo na "The Ed Sullivan Show")
2. "Have You Seen Your Mother, Baby, Standing in the Shadow?" (uživo, jesen 1966)
3. "Jumpin' Jack Flash"  (spot)
4. "Sympathy for the Devil" (The Neptunes remix video)

## Vanjske poveznice
- allmusic.com  Arhivirana inačica izvorne stranice od 20. ožujka 2021. (Wayback Machine) - Singles 1968-1971